# Sura (projekt)
Sura je ruský projekt pro studium ionosféry, celý název je Víceúčelový radiokomplex Sura, nachází se poblíž města Vasilsursk v Nižněnovgorodské oblasti, 150 km od Nižního Novgorodu. Projekt je spravován Nižněnovgorodským vědeckovýzkumným radiofyzikálním institutem.
V areálu se nachází:
1. antény
2. budova vysílače
3. transformátory a rozvodna
4. laboratorní a administrativní budovy

Zařízení bylo spuštěno v roce 1981, jeho účelem je výzkum chování ionosféry a vlivu nízkofrekvenčních vln na ionosféru.

## Technické parametry

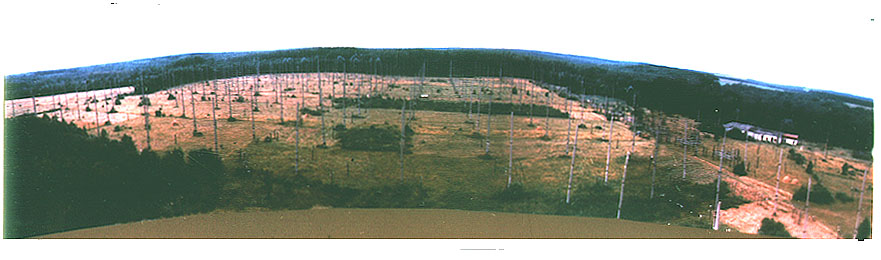
Anténa

Frekvence ohřevu od 4,5 do 9,3 MHz, výkonový stupeň se skládá ze tří vysílačů o jmenovitém výkonu 250 kW (0,25 MW) a 144 dipólových antén s rozměry 300x300 m. Ve středním rozsahu je zisk antény 24 dB.
ERP zařízení je 190 MW

## Podobná zařízení
- HAARP
- EISCAT
- HIPAS

Další podobná ruská zařízení jsou v Dušanbe (1 GW)[zdroj⁠?!], Mončegorsku (10 MW)[zdroj⁠?!] a v Nižním Novgorodě (20 MW)[zdroj⁠?!]